# Friends with Kids
Friends with Kids è un film del 2011 scritto e diretto da Jennifer Westfeldt.
Il film è interpretato da un cast corale che comprende, oltre la Westfeldt, Adam Scott, Kristen Wiig, Jon Hamm e molti altri.

## Trama
Jason e Julie sono una coppia di migliori amici che, superati i trent'anni, decidono di avere un figlio. Tuttavia osservano come la nascita di un bambino abbia cambiato e logorato i rapporti di altre coppie che conoscono. I due amici decidono così di mettere al mondo un bambino senza complicazioni sentimentali, liberi di frequentare altra gente.

## Produzione
Il film è diretto, scritto, prodotto ed interpretato da Jennifer Westfeldt, al suo debutto alla regia. Il suo compagno, l'attore Jon Hamm, è stato coinvolto nel progetto con un ruolo di supporto, oltre a figurare tra i produttori del lungometraggio.
Friends with Kids è una produzione indipendente con un budget di 10 milioni di dollari, stanziati dalle casa di produzione Red Granite Pictures, Points West Pictures e Locomotive. Le riprese si sono svolte interamente a New York City per un periodo di quattro settimane, dal dicembre 2010 ai primi mesi del 2011.

## Distribuzione
Il film è stato presentato in anteprima al Toronto International Film Festival il 9 settembre 2011. La Lionsgate ha acquisito i diritti di distribuzione per il film, che avverrà nella primavera del 2012.